# Выборы в Европейский парламент в Словакии (2009)
Выборы в Европейский парламент 2009 года в Словакии прошли 6 июня 2009 года в субботу. Граждане выбирали своих представителей в Европейском парламенте. Вместо прежних 14 представителей от Словакии в новый состав Европарламента должны были войти 13 депутатов. Явка на выборах составила 19,64 % и была самой низкой в Евросоюзе.

## Предыстория
Парламентские выборы в Словакии в 2006 году стали победой Роберта Фицо, чья партия «Направление — социальная демократия» — первая левая сила, пришедшая к власти в посткоммунистической Словакии. Эта победа привела к смене правительства, которое было основано на широкой правоцентристской коалиции и которое возглавлял Микулаш Дзуринда, успешно осуществивший присоединение страны к ЕС. Удерживая треть мандатов в Национальном совете, «СМЕР» стала основой новой трёхпартийной коалиции. Неожиданно Фицо решил заручиться поддержкой двух националистических партий в парламенте: «Движения за демократическую Словакию» и «Словацкой национальной партии». Правоцентристы, формировавшие до этого правительство, ушли в оппозицию.
Выборы в 2006 году характеризовались конкуренцией двух крупных сил: «СМЕР» и «Словацкого демократического и христианского союза» (СДХС). Это рассматривалось как конфронтация левых и правых, что является обычным для европейской политики. Однако после сближения Фицо с националистами идея о приближении словацкой политики к политике европейской была поставлена под сомнение. Многие из тем, которые
доминировали в 1990-х годах, вновь появились: политизация вопросов меньшинств, обвинения в коррупции и кумовстве и заявления оппозиции о том, что правящие партии пытались сконцентрировать всю политическую и экономическую власть в свои руки.
Несмотря на это, правительство сохранило и укрепило поддержку избирателей, опираясь на экономические выгоды от вступления в ЕС и от реформ, которые стимулировали иностранные инвестиции. В апреле 2009 года на президентских выборах действовавший Президент Словацкой Республики Иван Гашпарович, поддержанный двумя правящими партиями — «Направление — социальная демократия» и «Словацкой национальной партией», победил Ивету Радичову из «СДХС».

## Предвыборная кампания
Словацкие дебаты по вопросу ЕС до некоторой степени находятся под влиянием тяжёлого пути к членству в союзе. Хотя премьер-министр Владимир Мечьяр подал заявку на вступление в 1995 году, его неоднозначная внутренняя политика привела к тому, что Словакия стала единственной страной-кандидатом, исключённой из переговоров по вступлению за несоответствие политической части Копенгагенских критериев. После поражения Мечьяра его оппоненты возобновили процесс присоединения.
Последствия этого видны были и во время выборов 2009 года. Отношение к ЕС у всех было положительным, и главный вопрос для обсуждения заключался в том, кто более компетентно справится с работой в союзе. Словакия оказалась исключительно «неплодородна» для евроскептистических сил. Обычно на выборах в Европарламент доминирует обсуждение внутренних проблем, в Словакии это явление наиболее сильно выражено, так как критика политики ЕС не развита. Слишком долго единственным, что имело значение, оставался вопрос о присоединении к союзу.
На этом фоне детали предвыборных манифестов мало обсуждались даже самими партиями. «Христианско-демократическое движение» было единственной парламентской партией, детально разработавшей критику отдельных направлений политики ЕС, в основном в сфере правосудия и внутренних дел, так как движение опасалось, что усиленная евроинтеграция будет угрожать независимости страны в сохранении католических ценностей по вопросам, например, гражданского партнёрства, абортов, стволовых клеток.
Более либеральный «СДХС», который тоже входит в «Европейскую народную партию», выдвинул программу, в которой делался упор на экономический либерализм. Союз предлагал поддерживать экономическую свободу отдельных стран-членов и защищать плоскую шкалу налогообложения, которую он ввёл в Словакии. Одним из основных направлений их манифеста была критика экономической политики нынешнего правительства.
«Партия венгерской коалиции», третий член «Европейской народной партии» в Словакии, была самой проевропейской из всех оппозиционных партий, но, как всегда, её программа концентрировалась в основном вокруг прав меньшинств.
Среди правящих партий «СМЕР» подчёркивала свою приверженность принципам солидарности, важность долгосрочной политики ЕС в области занятости. Защита национальных интересов Словакии также поднималась в программе, партия критиковала «СДХС» и «Партию венгерской коалиции» за просьбу направить в Словакию комиссию Европарламента по наблюдению за политическим развитием страны.
«Движение за демократическую Словакию» Владимира Мечьяра выдвинуло сильно проевропейский манифест, одной из причин этого было то, что его партия до сих пор не была принята ни в одну европарламентскую фракцию и пыталась завоевать манифестом доверие. Первоначальное желание войти во фракцию «Европейской народной партии» было отвергнуто не только тремя словацкими членами этой фракции, но и некоторыми другими европейцами, помнившими время правления Мечьяра. Последующие попытки вступить в «Альянс либералов и демократов за Европу» также на тот момент не удались, что привело к тому, что три европарламентария от этой партии в парламенте прошлого созыва были самыми еврооптимистичными из всех неприсоединившихся депутатов.
Националистическая «Словацкая национальная партия» была единственной парламентской партией, не получившей на выборах 2004 года ни одного места в Европарламенте. Партия решила войти в «Союз за Европу наций» и в своей программе делала упор на защиту словацких национальных интересов.
Из внепарламентских партий новая партия «Свобода и солидарность» агитировала за своих кандидатов как за экспертов-экономистов и была несколько евроскептистична. Партия зелёных, напротив, поддерживала демократическую федеральную Европу, в своём манифесте использовала общие для всех «зелёных» Европы идеи. Наконец, Коммунистическая партия Словакии выступала против Лиссабонского договора, создала манифест, который неявно был евроскептистическим и явно враждебным к НАТО.
Важным фоном кампании стало то, что на предыдущих выборах в Европарламент Словакия показала самую низкую явку среди всех других государств. Существовала неопределённость относительно того, как можно повысить явку, потому что остро ощущались «второсортность» выборов и риск усталости избирателей, так как европейские выборы, как и в 2004 году, следовали за напряжённой кампанией по выбору Президента республики. Тогда как опросы предрекали очередной антирекорд по явке, премьер-министр Роберт Фицо пытался упредить критику, объяснив, что Словакия была «таким проевропейски ориентированным государством», что отсутствие конфликтов в отношениях с ЕС «усмирило» избирателей. До некоторой степени он был прав: в Словакии не было шумных баталий с евроскептиками или значимого обсуждения политики ЕС.
Как на парламентских выборах, выборы в Европарламент проводятся по пропорциональной системе, когда партии формируют единый список кандидатов для всей страны. Мандаты распределяются по методу Гогенбах-Бишофа, а для оставшихся мандатов — метод наибольшего остатка. Каждый избиратель может проголосовать не только за партию, но и за кандидата из списка, чтобы был избран именно он вне зависимости от его положения в списке. Избирательный порог для партий и коалиций — 5 %.

## Результаты
| Партия                                                                    | Голосов           | Мест | Δ       |
| ------------------------------------------------------------------------- | ----------------- | ---- | ------- |
| Курс — социальная демократия («СМЕР»)                                     | 264 722 (32,01 %) | 5    | ▲ 2     |
| Словацкий демократический и христианский союз                             | 140 426 (16,98 %) | 2    | ▼ 1     |
| Партия венгерской коалиции                                                | 93 750 (11,33 %)  | 2    | ▬       |
| Христианско-демократическое движение                                      | 89 905 (10,87 %)  | 2    | ▼ 1     |
| Движение за демократическую Словакию                                      | 74 241 (8,97 %)   | 1    | ▼ 2     |
| Словацкая национальная партия                                             | 45 960 (5,55 %)   | 1    | ▲ 1     |
| Свобода и солидарность                                                    | 39 016 (4,71 %)   | 0    | Впервые |
| «Зелёные»                                                                 | 17 482 (2,11 %)   | 0    | ▬       |
| Консервативная демократическая партия — Гражданская консервативная партия | 17 409 (2,10 %)   | 0    | ▬       |
| Коммунистическая партия Словакии                                          | 13 643 (1,65 %)   | 0    | ▬       |
| Свободный форум                                                           | 13 063 (1,57 %)   | 0    | ▬       |
| Партия демократических левых                                              | 0,62 %            | 0    |         |

### Распределение мандатов
1) 5%-ный барьер преодолели 6 партий. Общее число голосов, отданных за них, — 709 004. Это число нужно поделить на 13+1 (число мест, отведённых в Европарламенте для Словакии, плюс 1). Получена национальная квота — 50 643.
2) Голоса, поданные за каждую партию, нужно поделить на национальную квоту. Целое от полученного числа — количество мест, которые получает партия. Например, для «СМЕР»: 264 722/50 643 = 5,23 Целое от числа — 5. «СМЕР» на этой стадии получила 5 мест.
«СДХС» получил 2 места, «Партия венгерской коалиции» — 1, «Христианско-демократическое движение» — 1, «Движение за демократическую Словакию» — 1, Словацкая национальная партия — 0.
3) Распределено 10 мандатов. Оставшиеся три по методу наибольшего остатка. Остаток вычисляется вычитанием из голосов, отданных партии, национальной квоты, умноженной на количество полученных во втором пункте мест. Остаток «СМЕР»: 264 722 — 50 643 * 5 = 11507. Наибольший остаток оказался у «Словацкой национальной партии» (+1 мандат), «Партии венгерской коалиции» (+1 мандат) и «Христианско-демократического движения» (+1 мандат).
Результат принёс немного сюрпризов. Избраны те же 6 партий, что и на выборах 2006 года. «СМЕР» получила около трети голосов, почти в два раза больше чем ближайший соперник, что рассматривалось как успех правящей партии в условиях мирового экономического кризиса. Хотя пять депутатов от Словакии, направленные в «Прогрессивный альянс социалистов и демократов» в Европарламенте, всё-таки уступают по численности шести депутатам от «СДХС», «ХДД» и «Партии венгерской коалиции», которые в парламенте присоединились к фракции «Европейской народной партии». Другая правящая партия «Движение за демократическую Словакию», которая смогла, наконец, присоединиться к «Альянсу либералов и демократов» через вступление в «Европейскую демократическую партию», получила только одно место в Европейском парламенте. «Словацкая национальная партия», выигравшая один мандат, из-за роспуска фракции «Союз за Европу наций» вошла в «Европу за свободу и демократию».
Использование преференциального голосования дважды имело решающее значение в выборе личности депутата. В списках «Словацкой национальной партии» и «ХДД» кандидаты, не занимавшие первое место в списке, набрали необходимое количество голосов (10 % от поданных за партию) и стали евродепутатами, тогда как возглавлявшие списки от этих партий мандатов не получили.

### Депутаты от Словакии в новом составе Европарламента
- Эдит Бауэр — Партия венгерской коалиции
- Моника Флашикова Бенёва — «Смер»
- Сергей Козлик — Движение за демократическую Словакию
- Эдуард Кукан — Словацкий демократический и христианский союз
- Владимир Манька — «Смер»
- Алайош Месарош — Партия венгерской коалиции
- Мирослав Миколашик — Христианско-демократическое движение
- Катарина Неведялова — «Смер»
- Ярослав Пашка — Словацкая национальная партия
- Моника Смолкова — «Смер»
- Петер Штястный — Словацкий демократический и христианский союз
- Анна Заборска — Христианско-демократическое движение
- Борис Зала — «Смер»